# 九条駅 (京都府)
九条駅（くじょうえき）は、京都府京都市南区東九条南烏丸町にある、京都市営地下鉄烏丸線の駅。駅番号はK12。

## 歴史
- 1988年（昭和63年）6月11日：京都市営地下鉄烏丸線の京都 - 竹田間延伸開通に伴い開業する[1][2]。
- 2007年（平成19年）4月1日：ICカード「PiTaPa」の利用が可能となる[1]。

## 駅構造
烏丸通と九条通が交差する九条烏丸交差点の地下に位置する。島式ホーム1面2線を有する地下駅である。改札口は1か所のみ。トイレは改札外にある。
エスカレーター、エレベーターは共にOTIS製のものが使用されている。

### のりば
| のりば | 路線   | 方向 | 行先                       |
| ------ | ------ | ---- | -------------------------- |
| 1      | 烏丸線 | 下り | 竹田・新田辺・近鉄奈良方面 |
| 2      | 烏丸線 | 上り | 京都・四条・国際会館方面   |

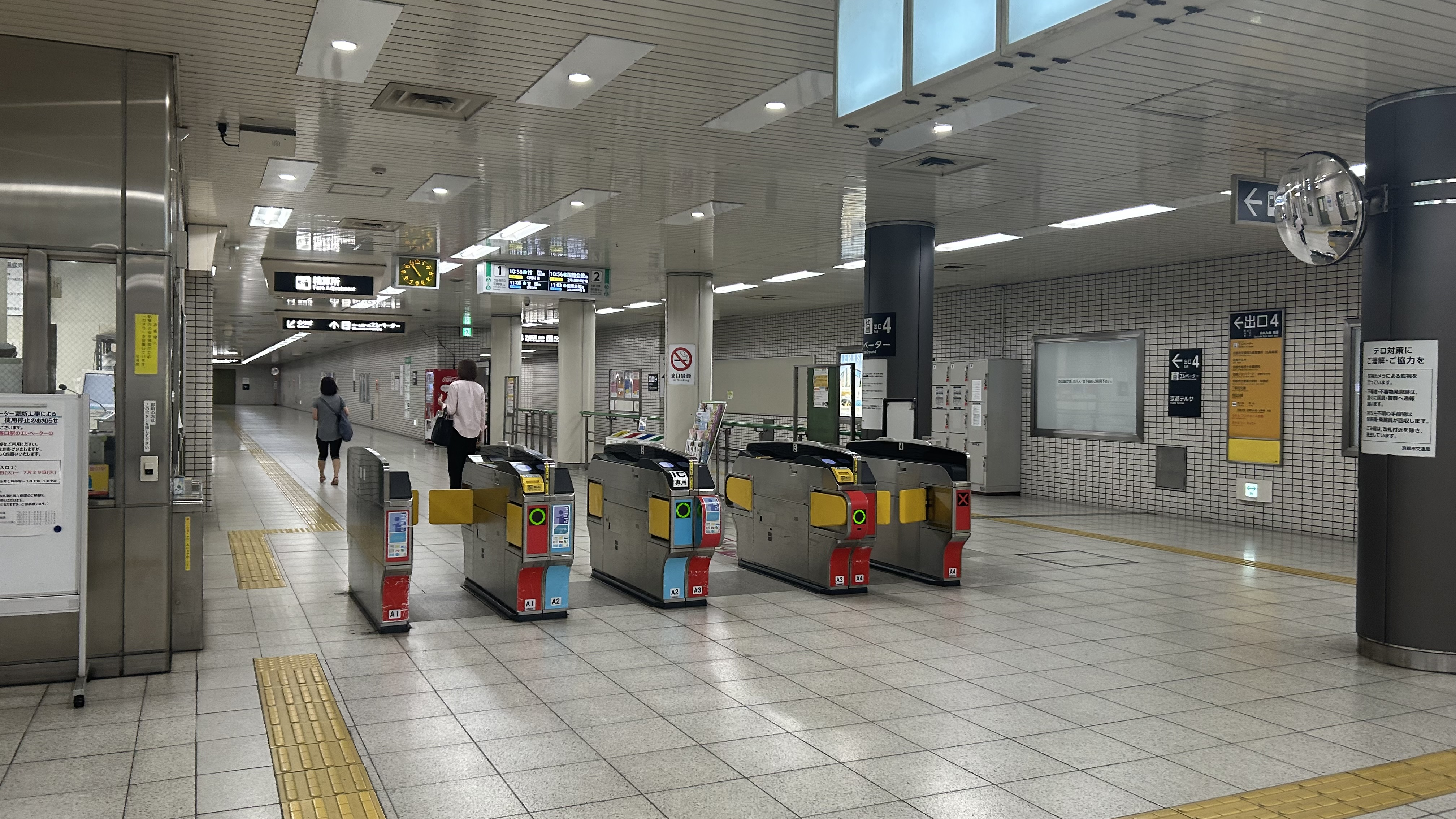
改札口
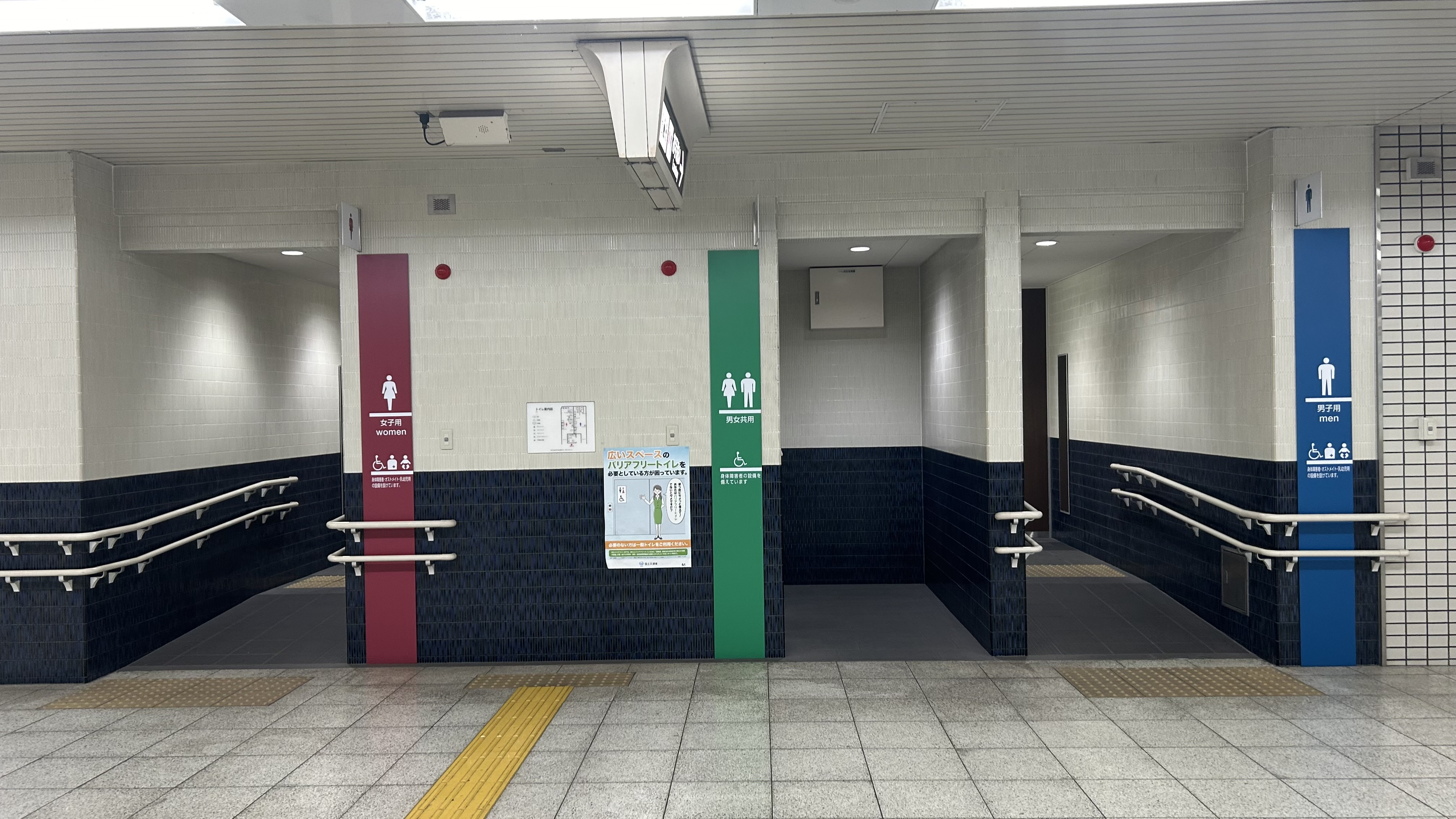
トイレ
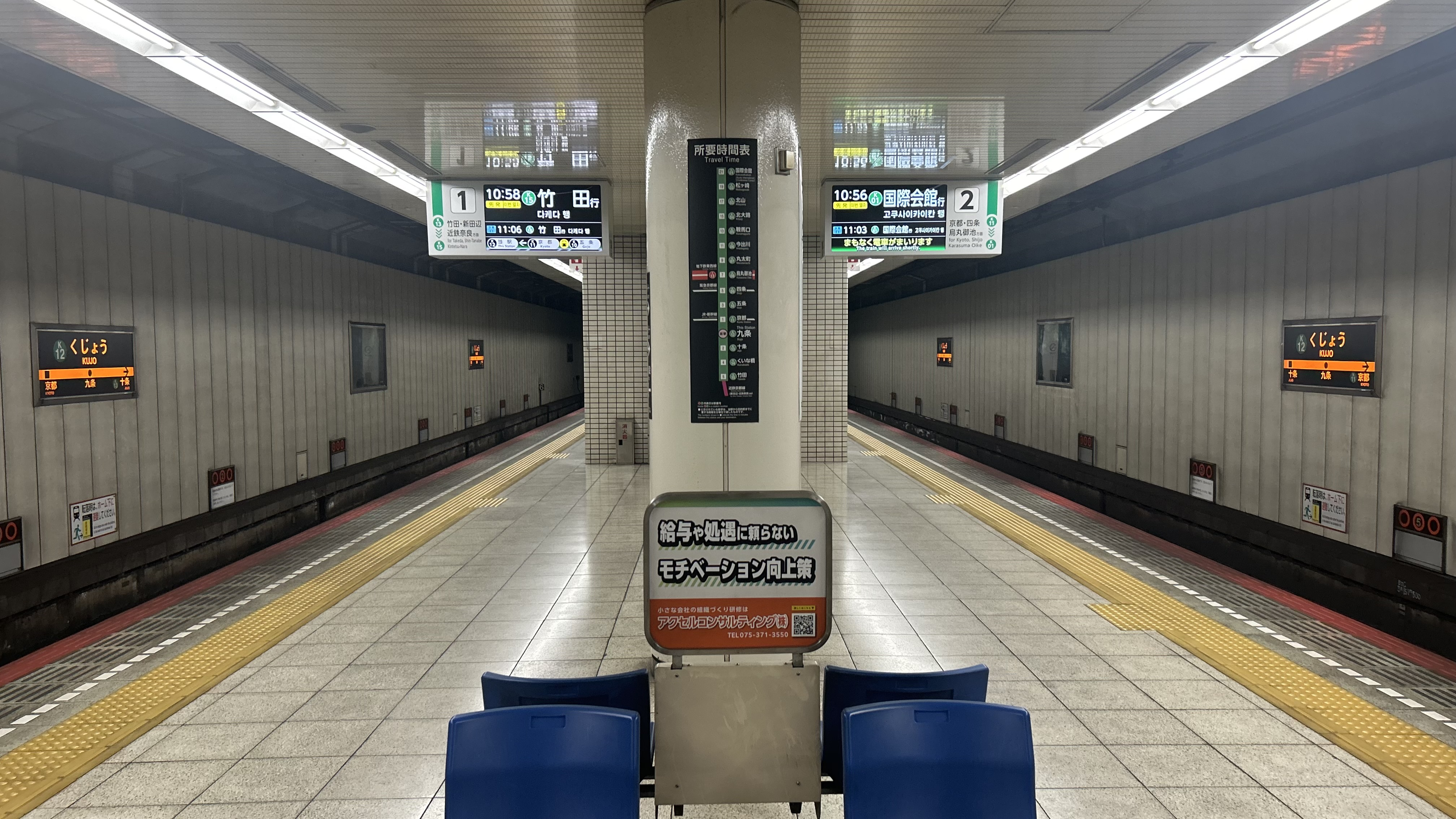
ホーム
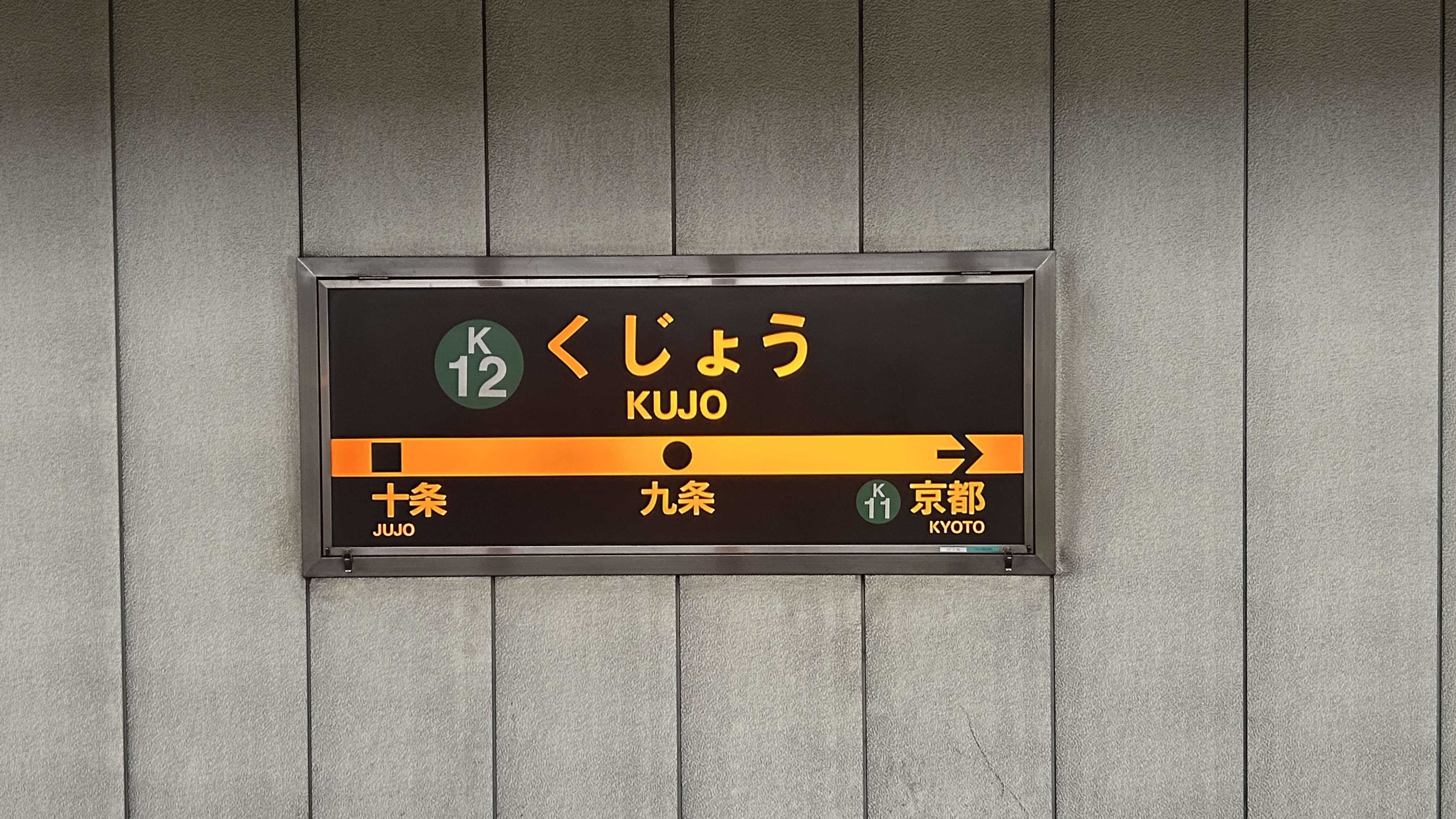
駅名標

### 出入口
| 出口番号 | 方角 | 出口周辺                                   | 接続改札 | 備考             |
| -------- | ---- | ------------------------------------------ | -------- | ---------------- |
| 2        | 北西 | 近鉄東寺駅・京都市若杉学園・東寺           | 改札口   |                  |
| 1        | 北東 | 山王交番・京都市南図書館・京都市上下水道局 | 改札口   |                  |
| 4        | 南西 | 九条車庫・京都テレサ・殿田公園             | 改札口   | エレベーターあり |
| 3        | 南東 | 東福寺                                     | 改札口   |                  |

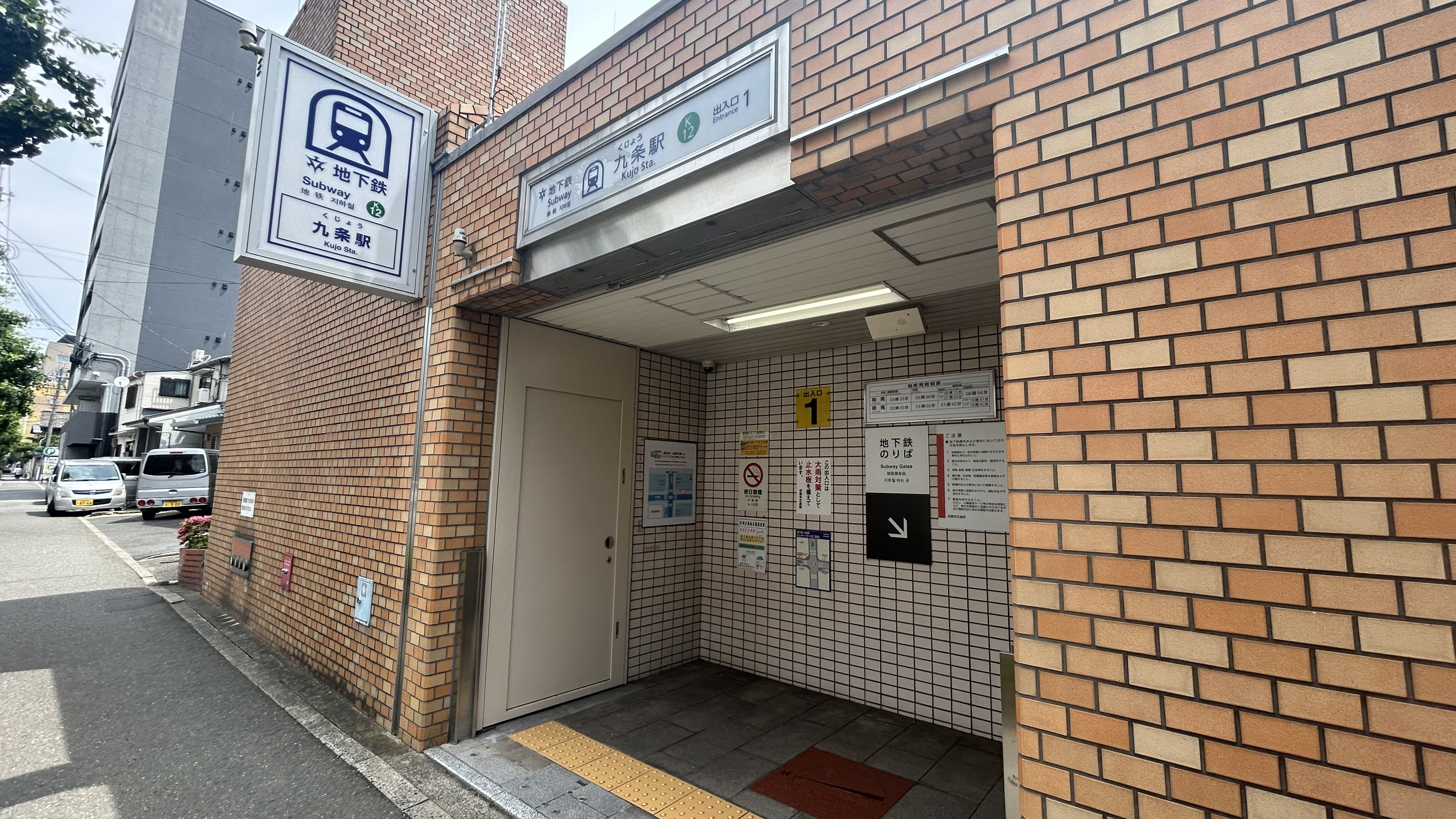
1番出入口
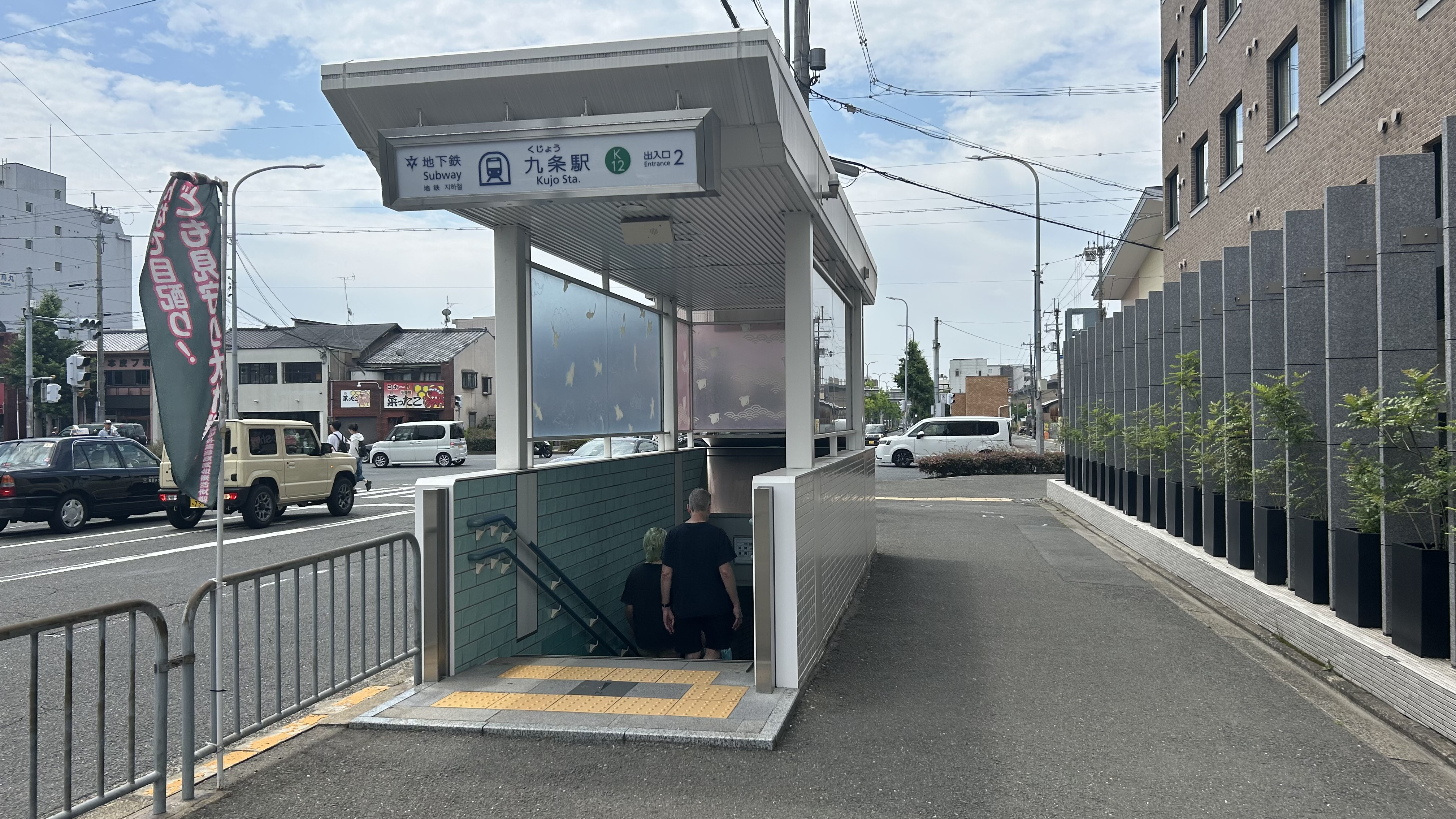
2番出入口
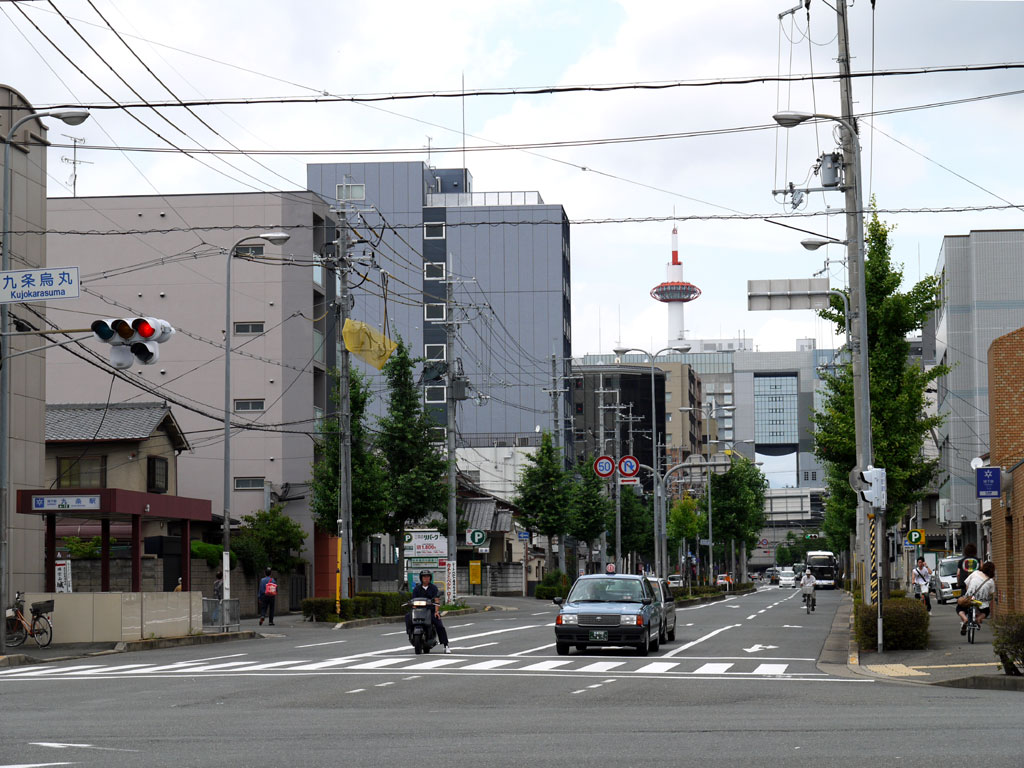
2番出入口（左側）、後方に京都駅を臨む（2009年6月）
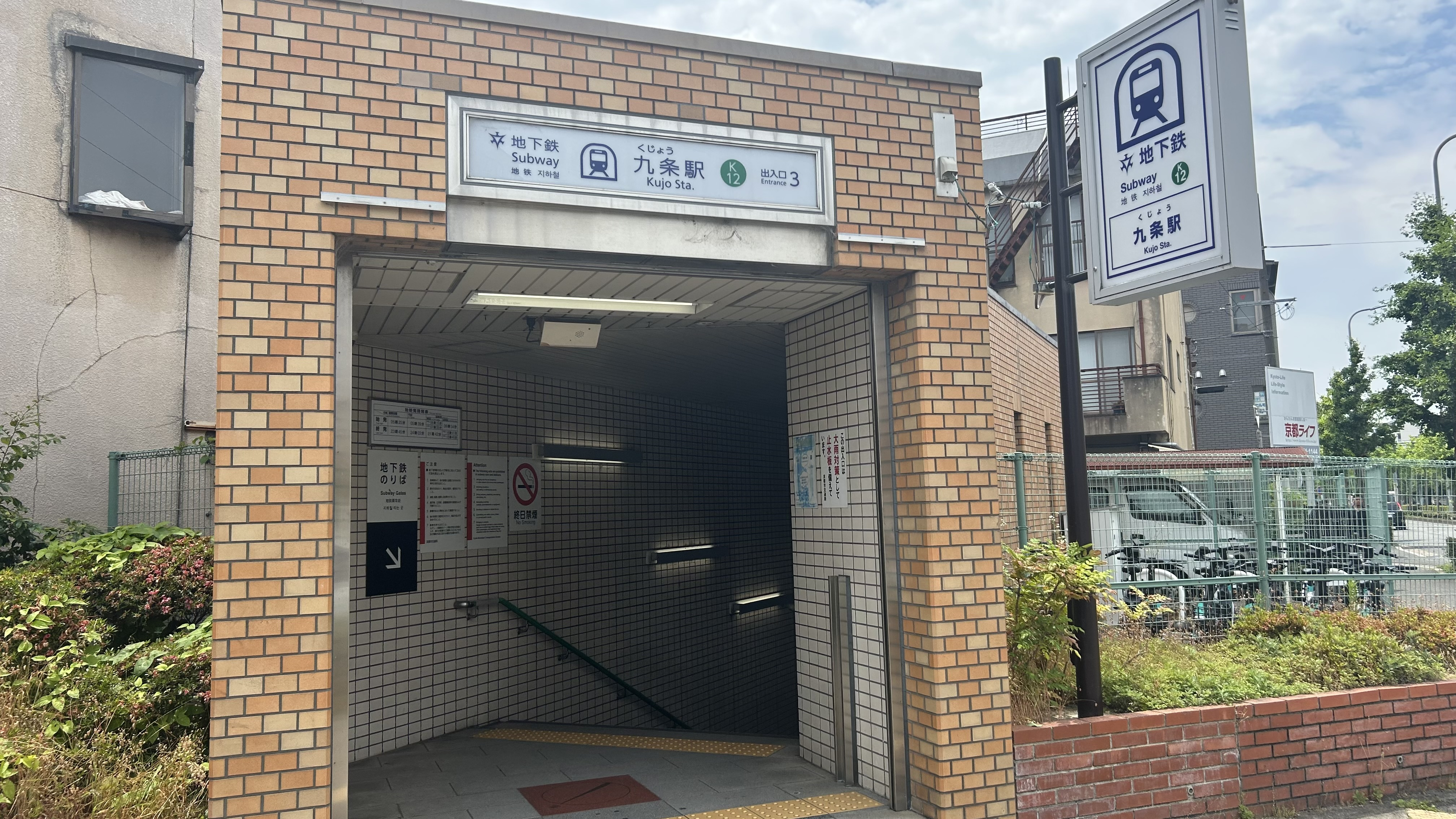
3番出入口
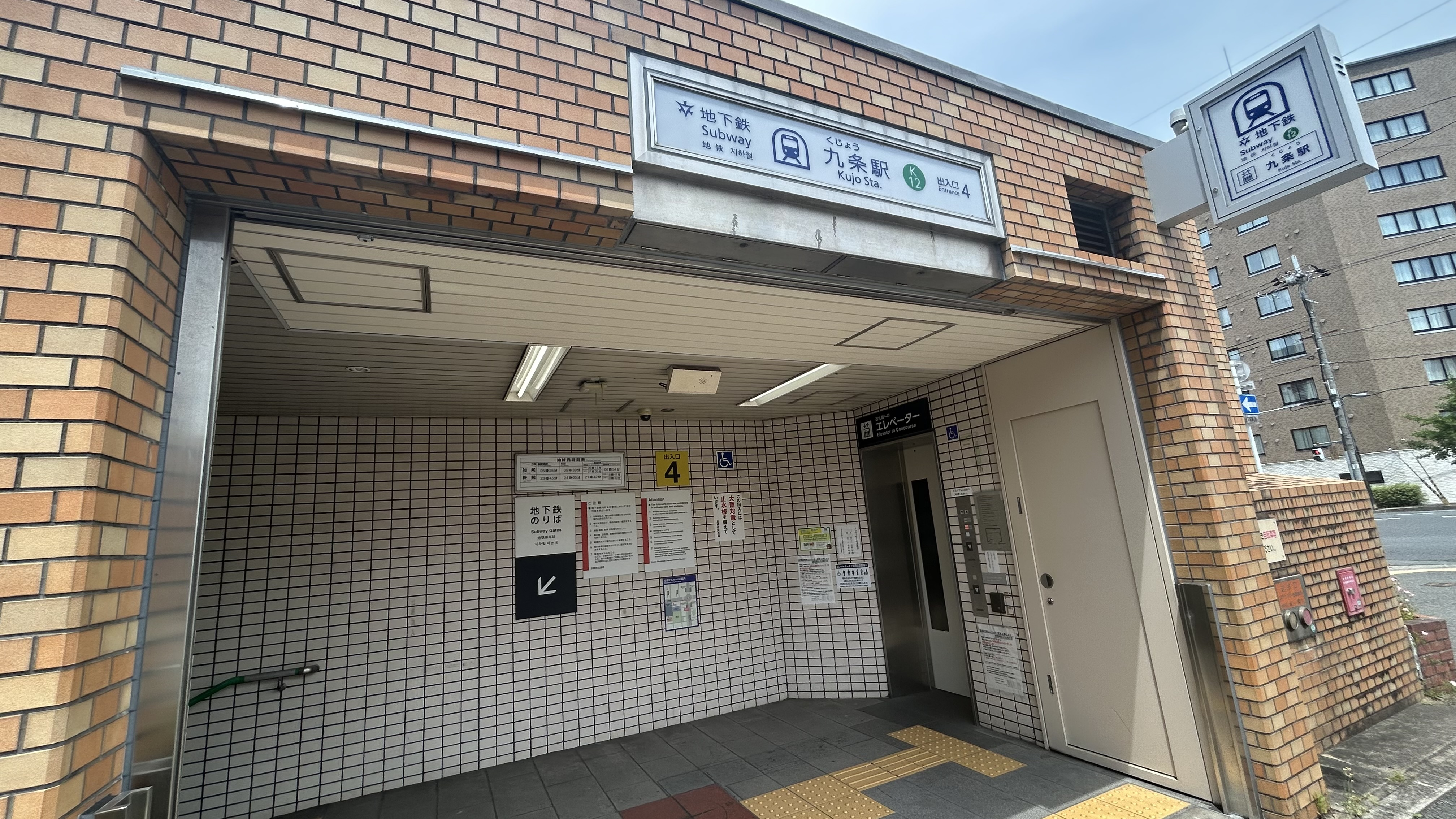
4番出入口

## 利用状況
2024年（令和6年）度の1日平均乗降人員は6,368人で京都市営地下鉄の駅では最も少ないが、当駅を含む京都 - 竹田間は近鉄京都線と並行しており、同区間にある各駅とも乗降客は少ない。
各年度の1日平均乗車・乗降人員数は下表のとおり。
| 年度               | 1日平均 乗降人員 | 1日平均 乗車人員 | 出典   |
| ------------------ | ---------------- | ---------------- | ------ |
| 1998年（平成10年） |                  | 2,169            | [ 6 ]  |
| 1999年（平成11年） | 4,163            | 2,114            | [ 7 ]  |
| 2000年（平成12年） | 4,157            | 2,114            | [ 8 ]  |
| 2001年（平成13年） | 4,111            | 2,102            | [ 9 ]  |
| 2002年（平成14年） | 3,969            | 2,031            | [ 10 ] |
| 2003年（平成15年） | 4,020            | 2,048            | [ 11 ] |
| 2004年（平成16年） | 3,979            | 2,049            | [ 11 ] |
| 2005年（平成17年） | 4,107            | 2,016            | [ 11 ] |
| 2006年（平成18年） | 4,016            | 2,052            | [ 11 ] |
| 2007年（平成19年） | 3,768            | 2,053            | [ 12 ] |
| 2008年（平成20年） | 3,841            | 2,086            | [ 12 ] |
| 2009年（平成21年） | 3,588            | 1,828            | [ 12 ] |
| 2010年（平成22年） | 3,783            | 1,926            | [ 12 ] |
| 2011年（平成23年） | 3,825            | 1,947            | [ 12 ] |
| 2012年（平成24年） | 4,050            | 2,062            | [ 13 ] |
| 2013年（平成25年） | 4,142            | 2,109            | [ 13 ] |
| 2014年（平成26年） | 4,349            | 2,214            | [ 13 ] |
| 2015年（平成27年） | 4,733            | 2,410            | [ 13 ] |
| 2016年（平成28年） | 5,047            | 2,570            | [ 14 ] |
| 2017年（平成29年） | 5,274            | 2,686            | [ 15 ] |
| 2018年（平成30年） | 5,445            | 2,773            | [ 16 ] |
| 2019年（令和元年） | 5,400            | 2,750            | [ 17 ] |
| 2020年（令和02年） | 4,247            | 2,169            | [ 18 ] |
| 2021年（令和03年） | 4,524            | 2,318            | [ 19 ] |
| 2022年（令和04年） | 5,189            | 2,617            | [ 19 ] |
| 2023年（令和05年） | 5,980            | 2,969            | [ 19 ] |
| 2024年（令和06年） | 6,368            |                  | [ 5 ]  |

## 駅周辺
- 京都府民総合交流プラザ（京都テルサ）
- 京都市住まい体験館
- 京都市南図書館
- 南烏丸公園
- 京都市営バス九条営業所（九条車庫）
- 九条通
- 烏丸通
- 京都市立凌風小学校・凌風中学校
- 京都東九条郵便局

## バス路線
地下鉄九条駅前停留所
九条烏丸交差点付近
- 京都市営バス（市バス）
  - 16号系統：南区総合庁舎・東寺行
  - 八条口202号系統：九条車庫行(202乙系統の入庫便が停車)
  - 八条口207号系統：九条車庫行(202乙系統の入庫便が停車)

- 京都京阪バス
  - 26号経路：京阪淀駅行

大石橋交差点付近
- 京都市営バス（市バス）
  - Aのりば
    - 88号系統：東福寺・京都駅行

  - Bのりば
    - 81号系統：竹田街道 竹田駅東口 横大路車庫前行／竹田街道 竹田駅東口 京阪中書島・伏見港公園行

  - Cのりば
    - 81号系統：竹田街道 京都駅行

  - Dのりば
    - 16号系統：地下鉄十条駅・南区総合庁舎方面
    - 19号系統：京阪国道 横大路車庫前行
    - 71号・特71号系統：京都外大前 松尾橋行
    - 78号系統：久世工業団地行
    - 202号系統：西大路通 西大路駅・西ノ京円町方面
    - 207号系統：大宮通 東寺・四条大宮方面
    - 208号系統：西大路通 西大路七条方面

  - Gのりば
    - 16号系統：京都駅八条口行
    - 19号・78号系統：京都駅行
    - 71号・特71号系統：京都駅八条口行
    - 202号系統：東山通 祇園・熊野神社方面
    - 207号系統：東山通 祇園・四条大宮方面
    - 208号系統：東山七条・京都駅方面

  - Hのりば（※九条烏丸交差点付近）
    - 88号・202号・207号系統：京都駅八条口・九条車庫行

- 京阪バス
  - 南行
    - ダイレクトエクスプレス直Q京都号：大日本印刷行／松井山手駅・大阪国際大学行／摂南大学薬用植物園行／長尾駅行／大住ヶ丘・京田辺市役所行／京阪交野市駅行／ホテル京阪 ユニバーサル・タワー行

## 隣の駅
京都市営地下鉄
 烏丸線
京都駅 (K11) - 九条駅 (K12) - 十条駅 (K13)
- 括弧内は駅番号を示す。